# Хивароси
Народи Хивароа односе се на групе домородачких народа у сливу реке Маранон  и њених притока, у северном Перуу и источном Еквадору. 
Хивароси су познати по њиховим нападима за лов на главе и смањивању глава. Ови напади се обично дешавају једном годишње у једном крају Хивара. Групе за нападања обично нападају само по једно имање сваки пут, убијајући мушкарце, пробадајући старије жене копљима и узимајући млађе жене као невесте. 
Хивароси се такође баве ловачким активностима. Ове активности обично укључују мужа и жену у лову са дуваљком и отровном стрелицом, умоченом у отров биљке кураре, који зауставља рад срца животиње. Хивароси обично лове мајмуне и птице, али се не ослањају на лов за њихов главни извор хране. 

## Групе
Главне групе су: 
- Шуар
- Ачуар  Шуари у Логроњо, Еквадор
- Хумабиса
- Агуаруна

Неки су такође именовали следеће: 
- Антипас [2]
- Маина

Штавише, Шивиари су група која говори Ачуарски језик која живи дуж реке Кориентес, поред говорника Кечуа ; многи Шивиари такође говоре овај други, неповезани, језик.